# Dead Flowerz
Dead Flowerz — пятый студийный альбом Esham A. Smith. Выпущен в 1996 году, дебютировал на 38 месте в Billboard Top R&B/Hip-Hop Albums.

## Список композиций
1. «What» — 2:34
2. «You Betta Ask Somebody» — 3:22
3. «Tony Montana» — 1:48
4. «Kill or Be Killed» — 3:46
5. «What Did I Do Wrong» — 3:35
6. «Foodstamp» — 3:15
7. «Any Style You Want» — 3:48
8. «Killagram» — 3:18
9. «One Day» — 4:28
10. «Fried Chicken» — 2:31
11. «Because» — 3:54
12. «Black Orchid» — 4:38
13. «Trick Wit Me» — 3:43
14. «If I Can’t Have U» — 2:30
15. «Hold U Up» — 3:01
16. «U Ain’t Fresh» — 2:21
17. «Charlie Manson» — 2:40
18. «Silicone» — 3:56

w/ Dice
1. «Wit Yo Punk Azz» — 2:04 Featuring Bugz, & Drunken Master
2. «Where All My Nigz At» — 2:50 Featuring Razzaq

## Участники записи
- Esham — исполнитель
- Zelah Williams — бэк-вокал
- Dice — приглашённый исполнитель
- Bugz — приглашённый исполнитель
- Drunken Master — приглашённый исполнитель

### Производство
- Продюсер: Esham
- Производство: Lord Maji
- Программирование: Esham
- Программирование: Lord Maj
- Организатор: Esham
- Надпись на обложке: Esham